# Решетников, Фёдор Григорьевич
Фёдор Григорьевич Решетников (25 ноября 1919 — 19 июня 2011) — российский и советский химик, физикохимик и металлург, доктор технических наук, профессор, заслуженный деятель науки и техники, академик РАН (1992; член-корреспондент АН СССР с 1974). Лауреат двух Государственных премий СССР.
Ведущий специалист в области атомной металлургии, разработал технологию получения плутония для первой советской атомной бомбы. Руководил работами по созданию промышленных технологий получения урана, плутония, циркония и их сплавов для АЭС.

## Биография
Родился 25 ноября 1919 года в селе Марчихина Буда (ныне Ямпольский район Сумской области).
- 1937—1942 — учёба в Московском институте цветных металлов и золота им. М. И. Калинина;
- ноябрь 1945 — начало работы в институте атомной промышленности НИИ-9 (ныне Высокотехнологический НИИ неорганических материалов им. академика А. А. Бочвара (ВНИИНМ)) [3];
- 1952 — защитил кандидатскую диссертацию;
- 1960 — защитил докторскую диссертацию;
- 1964 — присвоено ученое звание профессора;
- 1966 — заместитель директора Всесоюзного научно-исследовательского института неорганических материалов (ВНИИНМ);
- 1974 — член-корреспондент АН СССР;
- 1977 — первый заместитель директора института ВНИИНМ;
- 1992 — академик РАН.

Занимался разработкой физико-химических основ и технологии процессов получения редких и радиоактивных металлов, а также ядерного горючего (карбидов, нитридов и других соединений) для тепловыделяющих элементов атомных электростанций.
Умер 19 июня 2011 года в Москве после тяжелой и продолжительной болезни. Похоронен на Троекуровском кладбище.

## Награды и признание
- орден «За заслуги перед Отечеством» IV степени (1995)[6];
- три ордена Трудового Красного Знамени;
- два ордена «Знак Почёта»;
- Государственная премия СССР (1951, 1975, 1985)[7];
- премия имени В. Г. Хлопина РАН;
- премия «Триумф» (2009);
- нагрудный знак «Е. П. Славский»;
- почётный знак «Ветеран атомной энергетики и промышленности»;
- медаль «В память 850-летия Москвы»[2];
- дважды лауреат гранта Попечительского совета и Президиума фонда содействия отечественной науке (2003 и 2004) в номинации «Выдающиеся ученые РАН»[8];
- член бюро отделения РАН;
- член экспертной комиссии по выборам в РАН;
- член Научного Совета РАН по научным основам химической технологии;
- 25 лет возглавлял Экспертный совет ВАК по тематике Минатома;
- член Комитета по Ленинским и Государственным премиям по работам Минатома;
- член секции Комитета по Государственным премиям РФ в области химической технологии и металлургии[2].

## Труды
- Свойства и поведение под облучением карбидных, нитридных, фосфидных и других топливных композиций (соавтор), «Атомная энергия», 1971, т. 31, в. 4:
- Исследование методов изготовления сердечников из монокарбида, мононитрида, карбонитрида для твэлов быстрых реакторов, «Атомная энергия», 1973, т. 35, в. 6 (соавтор).